# San Miguel (Surigao del Sur)
San Miguel è una municipalità di terza classe delle Filippine, situata nella Provincia di Surigao del Sur, nella Regione di Caraga.
San Miguel è formata da 18 baranggay:
- Bagyang
- Baras
- Bitaugan
- Bolhoon
- Calatngan
- Carromata
- Castillo
- Libas Gua
- Libas Sud
- Magroyong
- Mahayag (Maitum)
- Patong
- Poblacion
- Sagbayan
- San Roque
- Siagao
- Tina
- Umalag